# Premio World Soccer al mejor equipo del mundo
El Premio World Soccer al mejor equipo del mundo es un galardón que concede anualmente, desde 1982, la revista deportiva inglesa World Soccer, al mejor equipo de fútbol del año. El premio se concede en función de las votaciones de los lectores de la revista, que valoran los méritos de todos los equipos del mundo a lo largo del año, tanto si son equipos de clubes como de selecciones nacionales.
La revista también concede anualmente los premios al mejor jugador, el mejor entrenador, mejor árbitro y al mejor jugador joven.

## Historial
Nota: El sistema de votos ha ido variando a lo largo de los años, computándose de diferentes maneras y según números distintos de posibles galardonados, motivo de la disparidad del porcentaje de votos, siendo éste un mero cálculo estimativo según el número de finalistas.
| Año  | Equipo                           | País         | Votos |
| ---- | -------------------------------- | ------------ | ----- |
| 1982 | Selección de Brasil              | Brasil       | 30%   |
| 1983 | Hamburgo S. V.                   | Alemania     | 29%   |
| 1984 | Selección de Francia             | Francia      | 45%   |
| 1985 | Everton F. C.                    | Inglaterra   | 42%   |
| 1986 | Selección de Argentina           | Argentina    | 15%   |
| 1987 | F. C. Oporto                     | Portugal     | 38%   |
| 1988 | Selección de los Países Bajos    | Países Bajos | 43%   |
| 1989 | A. C. Milan                      | Italia       | 51%   |
| 1990 | Selección de Alemania Occidental | Alemania     | 28%   |
| 1991 | Selección de Francia             | Francia      | 20%   |
| 1992 | Selección de Dinamarca           | Dinamarca    | 37%   |
| 1993 | Parma F. C.                      | Italia       | 24%   |
| 1994 | A. C. Milan                      | Italia       | 33%   |
| 1995 | Ajax Ámsterdam                   | Países Bajos | 50%   |
| 1996 | Selección de Nigeria             | Nigeria      | 31%   |
| 1997 | Borussia Dortmund                | Alemania     | 20%   |
| 1998 | Selección de Francia             | Francia      | 35%   |
| 1999 | Manchester United F. C.          | Inglaterra   | 61%   |
| 2000 | Selección de Francia             | Francia      | 33%   |
| 2001 | Liverpool F. C.                  | Inglaterra   | 26%   |
| 2002 | Selección de Brasil              | Brasil       | 24%   |
| 2003 | A. C. Milan                      | Italia       | 23%   |
| 2004 | Selección de Grecia              | Grecia       | 25%   |
| 2005 | Liverpool F. C.                  | Inglaterra   | 26,7% |
| 2006 | F. C. Barcelona                  | España       | 42,3% |
| 2007 | Selección de Irak                | Irak         | 22,2% |
| 2008 | Selección de España              | España       | 41,1% |
| 2009 | F. C. Barcelona                  | España       | 75,9% |
| 2010 | Selección de España              | España       | 63,3% |
| 2011 | F. C. Barcelona                  | España       | 44,2% |
| 2012 | Selección de España              | España       | 47,4% |
| 2013 | F. C. Bayern de Múnich           | Alemania     | 96,7% |
| 2014 | Selección de Alemania            | Alemania     | 63%   |
| 2015 | F. C. Barcelona                  | España       | 84%   |
| 2016 | Leicester City F. C.             | Inglaterra   | 49%   |
| 2017 | Real Madrid C. F.                | España       | 75%   |
| 2018 | Selección de Francia             | Francia      | 65%   |
| 2019 | Liverpool F. C.                  | Inglaterra   |       |
| 2020 | F. C. Bayern de Múnich           | Alemania     |       |
| 2021 | Selección de Italia              | Italia       |       |
| 2022 | Selección de Argentina           | Argentina    | 36    |
| 2023 | Manchester City F. C.            | Inglaterra   |       |
| 2024 | Selección de España              | España       |       |

## Resumen
| Equipo                        | País         | Veces |
| ----------------------------- | ------------ | ----- |
| Selección de Francia          | Francia      | 5     |
| F. C. Barcelona               | España       | 4     |
| Selección de España           | España       | 4     |
| A. C. Milan                   | Italia       | 3     |
| Liverpool F. C.               | Inglaterra   | 3     |
| Selección de Alemania         | Alemania     | 2     |
| Selección de Brasil           | Brasil       | 2     |
| F. C. Bayern de Múnich        | Alemania     | 2     |
| Selección de Argentina        | Argentina    | 2     |
| Hamburgo S. V.                | Alemania     | 1     |
| Everton F. C.                 | Inglaterra   | 1     |
| F. C. Oporto                  | Portugal     | 1     |
| Selección de los Países Bajos | Países Bajos | 1     |
| Selección de Dinamarca        | Dinamarca    | 1     |
| Ajax Ámsterdam                | Países Bajos | 1     |
| Parma F. C.                   | Italia       | 1     |
| Selección de Nigeria          | Nigeria      | 1     |
| Borussia Dortmund             | Alemania     | 1     |
| Manchester United             | Inglaterra   | 1     |
| Selección de Grecia           | Grecia       | 1     |
| Selección de Irak             | Irak         | 1     |
| Leicester City                | Inglaterra   | 1     |
| Real Madrid C. F.             | España       | 1     |
| Selección de Italia           | Italia       | 1     |
| Manchester City F. C.         | Inglaterra   | 1     |